# Streptanthus longisiliquus
Streptanthus longisiliquus är en korsblommig växtart som beskrevs av G. Clifton och R. Buck. Streptanthus longisiliquus ingår i släktet Streptanthus och familjen korsblommiga växter. Inga underarter finns listade i Catalogue of Life.